# Linera
Linera is een plaats (frazione) in de Italiaanse gemeente Santa Venerina.